# Mutants & Masterminds
Mutants & Masterminds (oft als "M&M" abgekürzt) ist ein Superhelden-Rollenspiel von Green Ronin Publishing. Es basiert auf dem von Wizards of the Coast eingeführten d20-System, weicht aber in entscheidenden Punkten von diesem ab. Das Grundregelbuch erschien erstmals 2002 und wurde 2005 durch eine zweite Ausgabe ersetzt. Eine deutsche Übersetzung existiert bisher nicht.
Das Regelsystem von M&M ist darauf zugeschnitten, Superhelden-Charaktere nach dem Vorbild amerikanischer Comics zu erstellen und zu spielen. Durch Einstellung einiger grundlegender Parameter, insbesondere des Power Levels und der zur Verfügung stehenden Power Points, lassen sich Äquivalente aller bekannten Comic-Figuren nachbilden, von (fast) normalen Menschen in bunten Kostümen bis hin zu kosmischen Kräften, die regelmäßig über das Schicksal ganzer Sonnensysteme entscheiden. In der regelmechanischen Umsetzung von Superkräften weist M&M deutliche Ähnlichkeiten zu anderen Superhelden-Systemen wie Hero System und Aberrant auf, verfolgt aber eine eigene Design-Philosophie, die auf mittlere Komplexität, schnelles Spiel und Vernachlässigung geringfügiger Details ausgerichtet ist.
Das System an sich ist generisch und nicht mit einer bestimmten Hintergrundwelt verknüpft. Es existieren jedoch mehrere Quellenbücher mit verschiedenen Szenarios, die das M&M-System verwenden.

## Regelmechanismen
Das Regelsystem von Mutants & Masterminds nutzt die Open Game License (OGL) und übernimmt dabei viele der auch von Dungeons & Dragons und anderen d20-Systemen her bekannten Bausteine. Charaktere besitzen die üblichen Attribute, Fertigkeiten, Talente und Rettungswürfe, und alle nichttrivialen Aktionen werden durch einen Wurf eines zwanzigseitigen Würfels (W20) plus Modifikatoren gegen einen Schwierigkeitsgrad entschieden. Um den speziellen Anforderungen an ein Superhelden-Spiel gerecht zu werden, verzichtet das System aber auch auf einige grundlegende d20-Mechanismen und führt dafür andere Lösungen ein.

### Power Level und Power Points
M&M kennt keine Klassen oder Stufen, sondern verwendet ein punktebasiertes System, in dem Charaktere im Wesentlichen frei wählbar aus den zur Verfügung stehenden Elementen zusammengestellt werden können. Dabei gibt es zwei übergeordnete Parameter, die zusammen einen groben Rahmen für die Fähigkeiten der Spielercharaktere bilden, nämlich den Power Level und die Gesamtzahl der zur Verfügung stehenden Power Points. Der Power Level legt die obere Grenze für mögliche Modifikatoren auf Würfelwürfe fest und stellt daher ein Maß für die maximale Durchschlagskraft der Charaktere dar. Die Zahl der Power Points bestimmt, wie viele verschiedene Kräfte und Fähigkeiten ein Charakter besitzen kann, und ist somit ein Maß für die mögliche Flexibilität der Charaktere. Beide Werte können vom Spielleiter unabhängig voneinander festgelegt werden und definieren in ihrer Kombination den ungefähren Machtgrad der Spielercharaktere. Für eine Kampagne im Stil der X-Men beispielsweise würde der Spielleiter vermutlich einen mittleren Power Level festlegen, aber nur wenige Power Points verteilen (da die Kräfte der meisten X-Men zwar relativ mächtig, aber auch eng begrenzt sind). Ein an Batman angelehnter Charakter hingegen brauchte nur einen geringen Power Level, aber sehr viele Power Points (er besitzt keine übermächtigen Kräfte, ist aber extrem flexibel). Ein Superman-Verschnitt schließlich würde nach einem hohen Power Level und vielen Power Points verlangen (viele verschiedene und sehr mächtige Fähigkeiten).

### Superkräfte
Um die Vielzahl möglicher Superkräfte eines Charakters regeltechnisch abzubilden, werden diese auf eine überschaubare Zahl generischer Effekte abgebildet, die dann durch zusätzliche Modifikatoren (Extras, Power Feats, Flaws und Drawbacks) an das gewünschte Konzept angepasst werden können. Die Besonderheiten einer konkreten Kraft ergeben sich also aus der Kombination von Effekt, Modifikatoren und/oder Unterschieden in der Beschreibung durch den Spieler. Ein möglicher Effekt wäre beispielsweise die Kraft "Flight", die es einem Charakter erlaubt, sich mit einer bestimmten Geschwindigkeit (bestimmt durch die Kraftstufe) durch die Luft zu bewegen. Dieser Effekt passt sowohl zu einem Psioniker mit Telekinese-Kräften, einem flügelschlagenden Vogelmenschen und einem Gadgeteer mit einem Raketenrucksack auf dem Rücken, d. h. alle diese Charaktere besitzen die gleiche Basis-Kraft, um ihre Flugfähigkeit darzustellen. Die Unterschiede ergeben sich aus der Beschreibung und den Modifikatoren: der Psioniker muss sich möglicherweise ständig konzentrieren, um sich in der Luft zu halten (Flaw: Concentration), der Vogelmensch ist auf freie Beweglichkeit seiner Flügel angewiesen (Drawback: Power Loss), und der Gadgeteer ist ohne sein Jetpack hilflos (regeltechnisch kein Flaw, sondern er hat die Kraft "Device", mit der er andere Kräfte verbilligt bekommt).
Als speziellen Modifikator gibt es noch ein Power Feat namens Alternate Power, das es einem Charakter erlaubt, eine Sammlung thematisch miteinander verknüpfter Kräfte zu besitzen, von denen ihm aber zu jedem gegebenen Zeitpunkt nur eine zur Verfügung steht. Beispielsweise kann der oben erwähnte Psioniker vermutlich nicht nur selbst fliegen, sondern auch andere Personen und Gegenstände per Telekinese anheben. Da er sich aber auf sein jeweiliges Ziel konzentrieren muss, kann er immer nur eine von beiden Kräften (Fliegen oder Telekinese) gleichzeitig anwenden. Er braucht also nur für eine von beiden Kräften die normale Anzahl von Power Points zu bezahlen und kann die andere stark verbilligt als Power Feat nehmen.

### Rettungswürfe gegen Schaden
Anders als in den meisten d20-Systemen gibt es in M&M keine Trefferpunkte. Stattdessen werden Schadenseffekte über einen zusätzlichen Rettungswurf, den sogenannten Toughness Save, gehandhabt. Dieser wird gegen einen Schwierigkeitsgrad gewürfelt, der sich aus der Stärke des schädlichen Effekts ergibt. Ein fehlgeschlagener Rettungswurf bedeutet, dass der Charakter sich einen Verletzungszustand einhandelt, der umso gravierender ist, je weiter der Schwierigkeitsgrad verfehlt wurde. Ein nur knapp verfehlter Wurf bewirkt nicht mehr als einen Abzug auf alle weiteren Toughness Saves (so dass ein Charakter durch jeden Treffer näher an einen schlimmeren Zustand gebracht wird), während weit daneben gegangene Würfe den Charakter kurzfristig betäuben, bewusstlos schlagen oder sogar tödlich verletzen können. Dieser Mechanismus soll die aus den Comics bekannte Kampf-Dramaturgie abbilden, bei der sich das Kampfglück oft und schnell wenden kann und die Beteiligten viele Treffer scheinbar schadlos wegstecken können, nur um dann durch einen entscheidenden Hieb auf die Bretter geschickt zu werden.

### Hero Points
Hero Points sind ein dramaturgisches Werkzeug, das es Spielercharakteren erlaubt, in entscheidenden Momenten über ihre routinemäßig eingesetzten Kräfte hinauszugehen. Ein Spieler kann einen Hero Point beispielsweise dafür einsetzen, einen fehlgeschlagenen Würfelwurf zu wiederholen (das Manöver ist zwar bei jedem Testlauf gescheitert, aber wenn es darauf ankommt, funktioniert es natürlich), eine bestehende Kraft kurzzeitig über ihr Normalmaß hinaus zu steigern (im entscheidenden Moment wächst der Charakter über sich selbst hinaus) oder einen besonderen Trick, insbesondere eine Alternate Power, für eine einmalige Anwendung aus dem Ärmel zu ziehen (ein Charakter mit Windkräften lässt um seine Gegner herum Sand oder Laub aufwirbeln, so dass diese nichts mehr sehen können – regeltechnisch eine Anwendung der Kraft "Obscure" als Alternate Power).
Charaktere besitzen am Anfang eines Abenteuers normalerweise nur einen Hero Point, gewinnen im Verlauf der Geschichte aber weitere Hero Points hinzu, etwa wenn sie sich besonders heldenhaft verhalten oder Fehlschläge und Niederlagen hinnehmen müssen. Das soll dabei helfen, typische Handlungsschemata aus den Comics nachzubilden, wie etwa die Niederlage der Helden bei der ersten Begegnung mit dem Superschurken, aus der dann beim zweiten Mal ein triumphaler Sieg wird (die Spielercharaktere haben zwischenzeitlich durch Komplikationen und Heldentaten Hero Points angesammelt, so dass sie im zweiten Kampf effektiv mächtiger sind als im ersten, obwohl sich ihre dauerhaften Werte nicht geändert haben).

## Szenarien
Das Grundregelbuch setzt kein bestimmtes Szenario voraus und kann zusammen mit beliebigen Hintergrundwelten verwendet werden; Ratschläge hierzu finden sich in einem eigenen Kapitel. Es existieren jedoch zusätzliche Quellenbände für verschiedene Spielwelten.
Das älteste und bekannteste Szenario für M&M ist "Freedom City", eine Großstadt in der Tradition von Metropolis oder Gotham City, in der sich zu so ziemlich jedem bekannten Comic-Phänomen ein Analogon findet, von der "Freedom League" (entsprechend der Justice League) bis hin zur "Claremont Academy" (entsprechend dem Xavier Institute).
Weitere Quellenbücher sind "Crooks!", "Nocturnals", "Noir", "Lockdown" und "Golden Age".